# The Mixtape
The Mixtape è un EP degli Anarbor, pubblicato l'8 marzo 2011 e reso disponibile in download gratuito sul sito ufficiale della band. L'EP contiene una nuova versione di Contagious (già presente nell'album di debutto The Words You Don't Swallow) in collaborazione con Sierra Kusterbeck dei VersaEmerge e Ryan Hunter degli Envy on the Coast, una versione rock di Cooler than Me di Mike Posner, una cover di Hash Pipe degli Weezer, una versione rock di Bulletproof dei La Roux, un inedito degli Anarbor (Fast, Cheap, and Out of Control), una telefonata da parte del manager della band, il remix di I Do What I Do e Let the Games Begin (due canzoni del primo album) e infine una versione acustica di quest'ultima canzone.

## Tracce
1. Contagious (feat. Ryan Hunter e Sierra Kusterbeck) – 3:27
2. Cooler than Me (Anarbor rock remix) – 3:33
3. Hash Pipe (Weezer cover) – 2:55
4. Bulletproof (Anarbor rock remix) – 3:31
5. Fast, Cheap, and Out of Control – 3:44
6. Call from Manager (Skit) – 0:50
7. I Do What I Do (Will McCoy remix) – 3:24
8. Let the Games Begin (The Sanfernando Sound remix) – 4:06
9. Let the Games Begin (Acoustic) – 3:15